# Edith Bruck

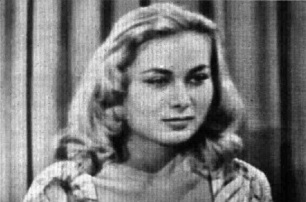
Edith Bruck (1957)

Edith Bruck (anhörenⓘ; geboren 3. Mai 1932 in Tiszabercel, Komitat Szabolcs, Königreich Ungarn als  Edith Steinschreiber) ist eine ungarisch-italienische Schriftstellerin, Dichterin und Filmregisseurin.

## Leben
Bruck, in eine kinderreiche jüdische Familie hineingeboren, wurde als Heranwachsende 1944 in das KZ Auschwitz deportiert, wurde in Bergen-Belsen befreit, musste mit fünfzehn Jahren eine Abtreibung vornehmen und emigrierte mit 16 Jahren, nun schon verheiratet, nach Israel. Als sie zwanzig Jahre alt war, wurde ihre bereits dritte Ehe geschieden. 1954 ging sie nach Italien, wo sie später auch die Staatsbürgerschaft erhielt. Dort verband und verbindet sie eine lange private und künstlerische Beziehung zu Regisseur Nelo Risi.
1959 erschien ihr erster von zahlreichen, in italienischer Sprache verfassten, Romanen und Erzählbänden sowie Gedichten. Daneben wirkte sie als Autorin für Zeitungen wie Il Tempo, Corriere della Sera und Il Messaggero. 1966 schrieb sie das Drehbuch zu Andremo in città, einem Film ihres Mannes. 1979 inszenierte sie einen ersten Spielfilm selbst; 1986 folgte eine Regie für das Fernsehen. Bereits zwei Jahre zuvor hatte sie erneut an einem Drehbuch mitgewirkt.
In ihren Schriften beschäftigt sie sich häufig mit ihrer Kindheit und dem Holocaust. Mehrfach wurden ihre Werke mit Preisen ausgezeichnet.

## Ehrungen
- 2021: Verdienstkreuz 1. Klasse des Verdienstordens der Bundesrepublik Deutschland[5]
- 2021: Cavaliere di Gran Croce des Verdienstordens der Italienischen Republik[6]

## Werke (Auswahl)

### Bücher
- Chi ti ama cosi
  - Wer dich so liebt…. Übersetzung Cajetan Freund. Frankfurt am Main : Scheffler, 1961
- Andremo in città
  - Herr Goldberg : Erzählungen. Übersetzung Susanne Hurni-Maehler. Hamburg : Claassen, 1965
- 1988: Lettera alla madre (Premio letterario nazionale per la donna scrittrice)[7]
- 2009: Quanta stella c'è nel cielo (Premio Viareggio)
- 2010: Privato (Premio Europeo di Narrativa)
- 2023: Das barfüssige Mädchen. Die Erinnerungen einer Überlebenden – eine Liebeserklärung an das Leben. Aus dem Italienischen von Verena von Koskull. Aufbau Verlag, Berlin 2023

## Filme
- 1966: Wir fahren in die Stadt (Andremo in città) (Drehbuch)
- 1979: Improvviso (Regie, Drehbuch)